# قارچ عسلی
قارچ عسلی (نام علمی: Armillaria) نام یک سرده از راسته قارچ‌های تیغک‌دار است. این قارچ که بر روی درخت و درخچه‌ها رشد میکند دارای ۱۰ گونه است.

## نگارخانه

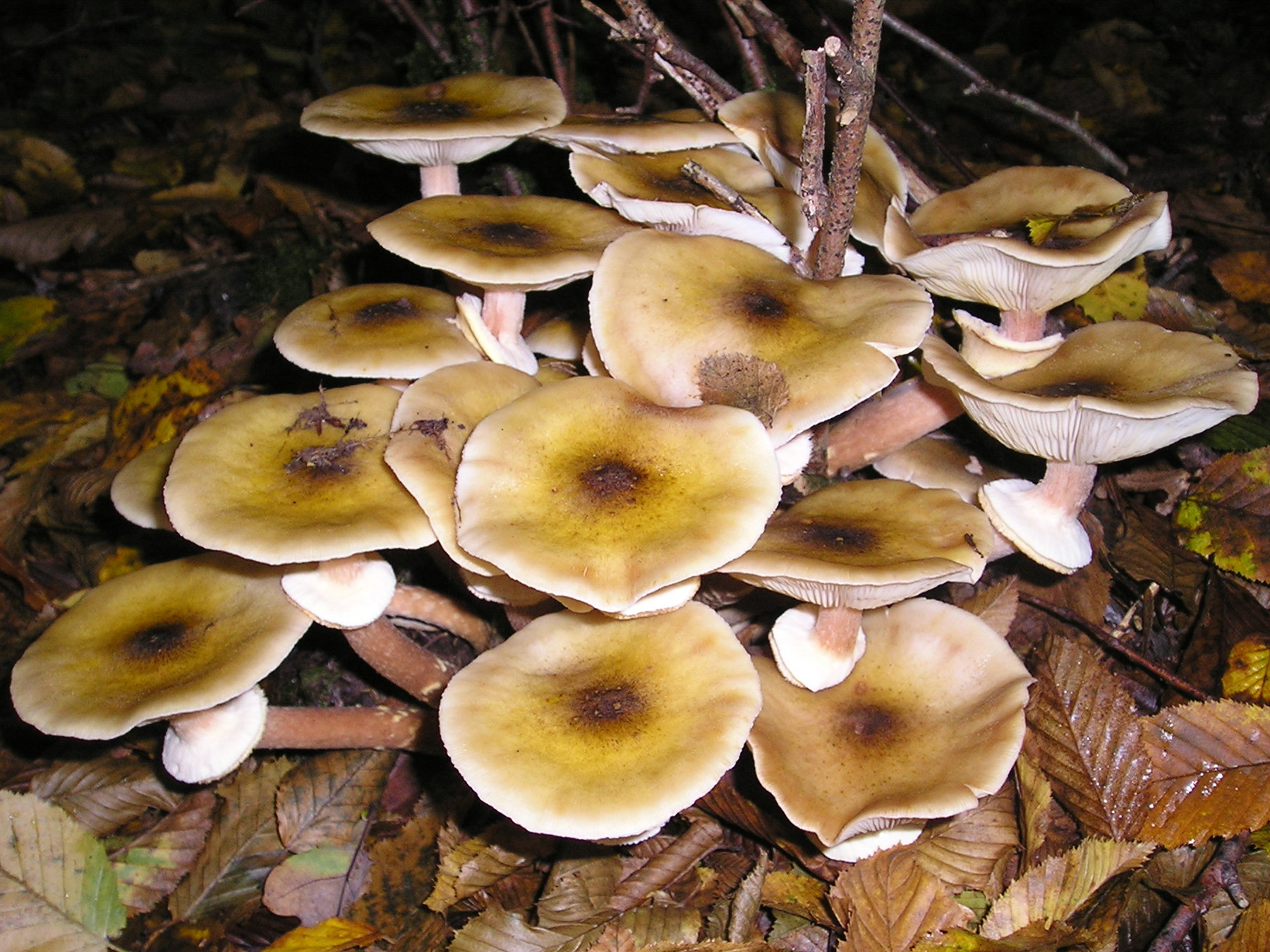
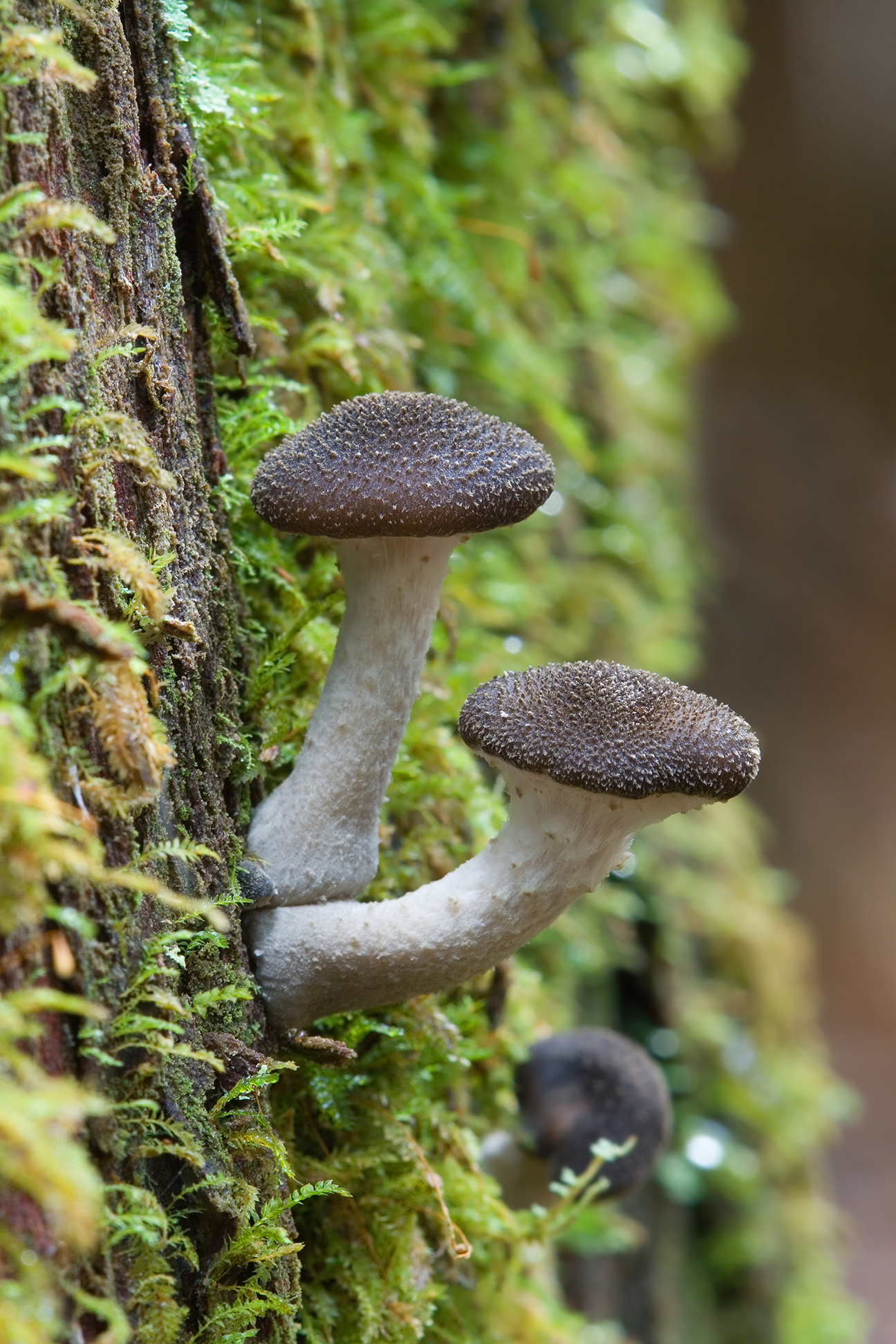